# Provinciale weg 274
De Provinciale weg 274 (N274) vormt samen met de Duitse L410 een tweestrooks regionale verbindingsweg tussen Parkstad Limburg en de omgeving van Roermond.

## Wegverloop
Alle kruisingen van de hoofdweg zijn uitgevoerd als rotonde. De weg beschikt over twee fietspaden langs de rijbaan en heeft een indeling van 2x1 rijstroken. In Nederland geldt een maximumsnelheid van 80 km/h, terwijl in Duitsland een maximumsnelheid van 100 km/h van toepassing is.

### Nederland
De N274 begint als gemeentelijke weg in het centrum van Brunssum en gaat vanaf daar verder als provinciale weg in noordelijke richting tot aan de N293 bij Posterholt. Onderweg passeert de weg plaatsen zoals Schinveld en Koningsbosch.

### Duitsland
Vanaf de Duitse grens gaat de weg verder als L410. De weg loopt langs het dorp Saeffelen en is verbonden met de Duitse hoofdweg B56 via een haarlemmermeeraansluiting, in combinatie met twee rotondes. Alle kruisingen met de wegen K15 en L15 hebben de vorm van rotondes in de gemeente Selfkant. Over een lengte van ongeveer 7 kilometer loopt de route dwars door de Duitse gemeente Selfkant.

### Nederland
Na de grens met Duitsland gaat de weg verder als de Nederlandse N274 en kruist ter hoogte van Schinveld de N580 in de vorm van een rotonde. Vervolgens eindigt de weg bij een haarlemmermeeraansluiting met de N300, de Parkstad Buitenring, in Brunssum.

## Geschiedenis

### Nederlandse transitweg
De transitweg was genummerd als rijksweg 774. Voor de teruggave van de gemeente Selfkant aan Duitsland in 1963, werd de toenmalige rijksweg N274 aangelegd op een smalle corridor van geannexeerd Duits grondgebied. Het Nederlandse transitverkeer verliep tussen de Duitse grens zonder douaneposten. De weg was niet aangesloten op Duitse wegen, en viaducten voor Duitse wegen werden gebouwd. In het oorspronkelijke plan was de weg bedoeld voor vrachtwagens en auto's die het transitverkeer tussen Zuid- en Midden-Limburg konden gebruiken. Daarbij werden ongelijkvloerse kruisingen aangelegd zonder aansluiting op Duitse wegen.
Oorspronkelijk maakten de N293 en de N299 ook deel uit van de route N274, maar deze werden vanaf 1993 apart genummerd.

### Teruggave aan Duitsland
Tot 2002 was dit wegdeel in beheer van Rijkswaterstaat en droeg het het Nederlandse wegnummer N274. Op 25 februari 2002 werd de corridor overgedragen aan Duitsland om onderhoudskosten te besparen.. Hierbij werd het wegnummer van het Duitse gedeelte gewijzigd van N274 naar L410. Sindsdien zijn er aansluitingen op het Duitse wegennet gerealiseerd. Alle viaducten van de Duitse weg worden vervangen door rotondes. Er zijn echter nog enkele tunneltjes en een brug te vinden voor fietsers of lokaal verkeer. Opmerkelijk is dat vrachtauto's op zondag, in tegenstelling tot op andere Duitse wegen, wél zijn toegestaan op de L410. Sinds de opening van de B56 (tijdens de aanleg van de B56n) in 2008 vormt de weg een snelle verbinding tussen Brunssum en de A2 bij Born. Het resterende deel van de Nederlandse weg wordt beheerd door de provincie Limburg.

### Aansluiting Parkstad Buitenring
Inmiddels is de N299 vervangen door de Parkstad Buitenring (N300). Ten noorden van Brunssum kruist deze de N274.